# Calapnita phyllicola
Calapnita phyllicola là một loài nhện trong họ Pholcidae. Loài này được phát hiện ở Malaysia, Borneo & Sumatra.